# شهرداری‌های فنلاند مرکزی
۲۳ شهرداری در فنلاند مرکزی (فنلاندی: Keski-Suomi ; سوئدی: Mellersta Finland) در فنلاند وجود دارد که به شش ناحیه تقسیم می‌شوند.

## ناحیه اَنِکُسْکی
- انکسکی (نشان سابق:)
- کننوسی

## ناحیه یمسه
- یمسه (نشان سابق:)

## ناحیه یوتسا
- یوتسا
- لوهانکا

## ناحیه یووسکوله
- هانکاسالمی
- یووسکوله
- لاوکا (لاوکاس)
- مورامه
- پته‌یوسی
- تویواکا
- اوراینن

## ناحیه کئورواو
- کئورواو
- موتیلا

## ناحیه ساری‌یروی-ویتاساری
- کاننونکوسکی
- کارستولا
- کیویجروی
- کیجروی
- ساری‌یروی
- کینولا
- پیهتیپوداس
- ویتاساری

## شهرداری‌های سابق
کوهموینن در سال ۲۰۲۱ به منطقه پیرکانما منتقل شد.